# TARDIS
ТАРДІС (англ. TARDIS — Time And Relative Dimension(s) In Space) — машина часу та космічний корабель з британського телесеріалу «Доктор Хто». Будучи живою істотою, росла на рідній планеті Володарів Часу, Галіфреї, до її переміщення до кишенькового всесвіту у Війні Часу. ТАРДІС може перенести своїх пасажирів у будь-яку точку часу і простору. Вона могла набувати якої завгодно форми для мімікрії, але одного разу цей механізм зламався. Тепер зовні ТАРДІС Доктора завжди має вигляд поліцейської будки зразка 1963 року, проте всередині вона значно більша, ніж зовні. Під час зльоту та приземлення видає характерний, ні на що не схожий звук (англ. Wroomp Wroomp), однак у серіалі було показано, що цей звук видавав інерційний гаситель, який Доктор ніколи не вимикав задля розваги.
ТАРДІС у класичних серіях також називали просто «кораблем», «ТТ-капсулою» (від англ. Time Travel — подорож у часі) та «поліцейською будкою».
Доктор Хто став настільки значною частиною британської поп-культури, що не тільки форма синьої поліцейської будки стала асоціюватися з ТАРДІС, а й саме слово «ТАРДІС» вживається для опису чогось більшого зсередини, ніж зовні. ТАРДІС є зареєстрованою торговою маркою BBC.
На честь 50-річчя серіалу у Новій Зеландії було випущено дводоларову монету із зображенням ТАРДІС.
У липні 2013 року в лондонському аеропорті Хітроу з'явилася ТАРДІС, а також кіберлюди.
У картах «Google Maps» є великоднє яйце, котре дає змогу подивитися на внутрішню частину ТАРДІС, що стоїть у Лондоні.

## Історія появи

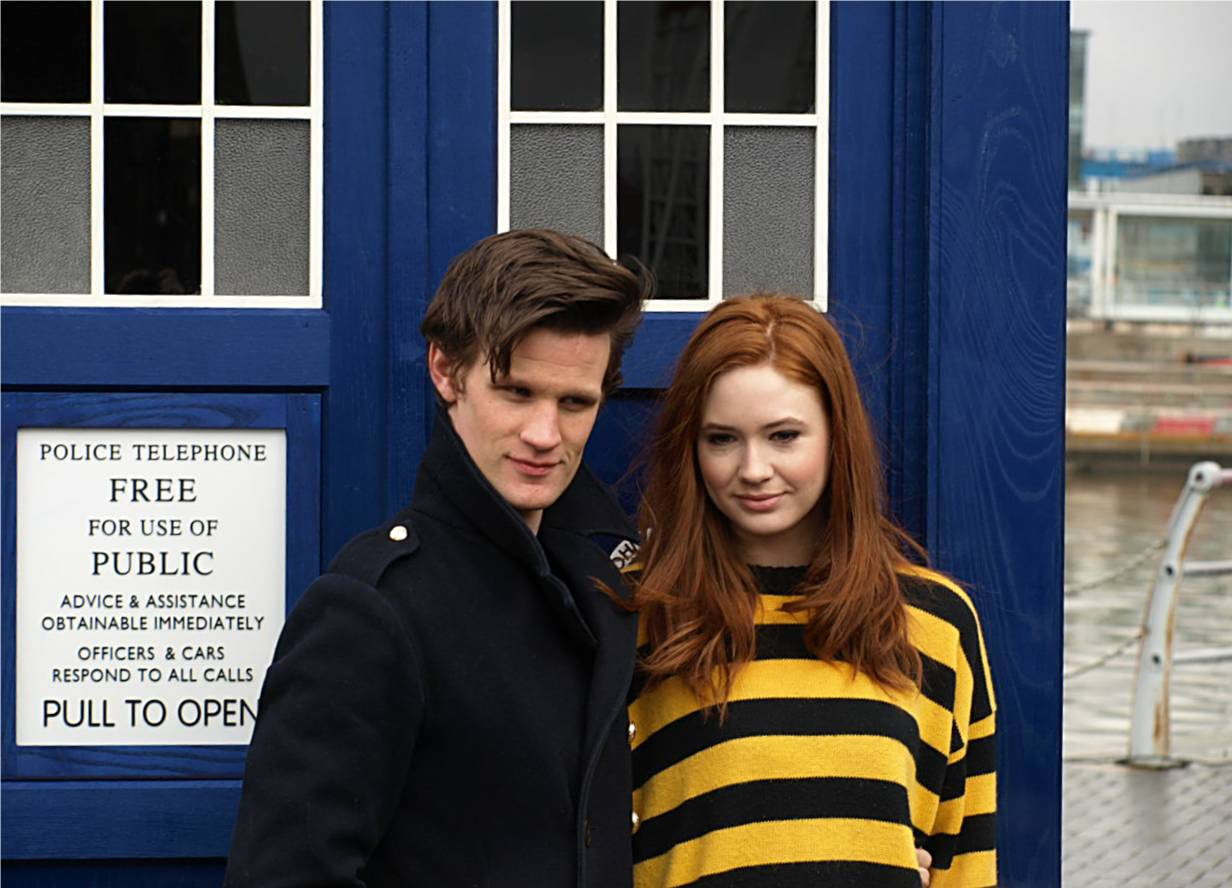
Метт Сміт і Карен Гіллан біля ТАРДІС у Солфорді

Володарі Часу користувалися різними ТАРДІС, в тому числі дослідницькими і бойовими. Перша поява ТАРДІС Доктора Хто відбувається вже у першому епізоді серіалу Доктор Хто, що називається «Неземне дитя» і вийшов 1963 року. Сам Доктор стверджує, що «позичив» застарілу машину з музею, коли покидав рідну планету Галіфрей.
Як з'ясувалось у серії «Ім'я Доктора», Перший Доктор хотів вибрати іншу ТАРДІС, але супутниця Одинадцятого Доктора Клара Освальд вказала йому на потрібну. Четвертий Доктор відмовляється від пропозицію замінити свою ТАРДІС більш новою моделлю через «відсутність душі» у новій моделі. Справна ТАРДІС здатна маскуватися під будь-що з оточуючого середовища (наприклад, машина Майстра набувала безлічі образів: дзиґар, фургон для перевезення коней, залізна діва, колона, частина комп'ютера тощо), та у ТАРДІС Доктора зламалася система маскування — буквально «пристрій-хамелеон» і вона застрягла у формі громадської поліцейської телефонної будки (у найпершій серії Сюзен Форман згадує, що вона набувала вигляду ялинки і сидіння седана). У чому конкретно полягає несправність, ніколи не уточнювалося. ТАРДІС уже була старою, коли Доктор уперше взяв її, але наскільки вона давня, незрозуміло. Дев'ятий Доктор стверджує, що в нього за спиною «900 років [подорожей] у часі й просторі», маючи на увазі, що його ТАРДІС, принаймні, настільки стара (а судячи з усього, і ще старіша).

## Влаштування ТАРДІС

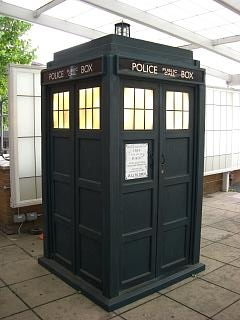
Модель ТАРДІС з 2005 до 2010 року

ТАРДІС, хоча й виглядають цілком машинами, вирощують, а не будують. Вони беруть енергію з декількох джерел, але перед усім з ядра штучної чорної діри, Ока Гармонії, створеного легендарним Володарем Часу Омегою. Джерело сили ТАРДІС, зване «серцем ТАРДІС», міститься під консоллю та центральною колоною, підійманням і опусканням якої показує, що корабель функціонує. До інших елементів, необхідних для якісної роботи ТАРДІС і потрібних час від часу відносяться рідкісна руда «Цейлон-7» та артронна енергія. Остання є формою темпоральної енергії та винаходом Володарів Часу.
Перш ніж ТАРДІС почне повністю функціонувати, її треба з'єднати з біологією Володаря Часу. Це заслуга пристрою Рассилона, що дає симбіотичний зв'язок із ТАРДІС і можливість протистояти фізичному стресу під час мандрівки в часі. Без цього пристосування результатом буде молекулярна дезінтеграція. Це слугує гарантією відсутності зловживань під час подорожі в часі, навіть якщо технологію ТАРДІС буде скопійовано.
ТАРДІС Доктора під час переміщень сильно трясе, він пояснює це в серії «Кінець подорожі»: нею мають керувати шестеро пілотів, а він усе робить сам. Проте, у серії «Час янголів» Рівер Сонг керує нею плавно, користуючись стабілізаторами (Доктор називає їх «нудьгозаторами», англ. Boringers). До того ж, Рівер здійснює приземлення абсолютно беззвучно, пояснивши, що Доктор забуває відпускати гальма. У відповідь Доктор заявляє, що йому просто подобається звук. Це не пояснює того факту, що ТАРДІС Майстра видає такі самі звуки, хоча він керує нею набагато вправніше, ніж Доктор.
Рушієм ТАРДІС є зоря, яку було розміщено у спеціальному відсіку в мить її вибуху (за словами Доктора вона не вибухне, тому що застигла в часі завдяки застосуванню технології Володарів Часу).

## Екстер'єр

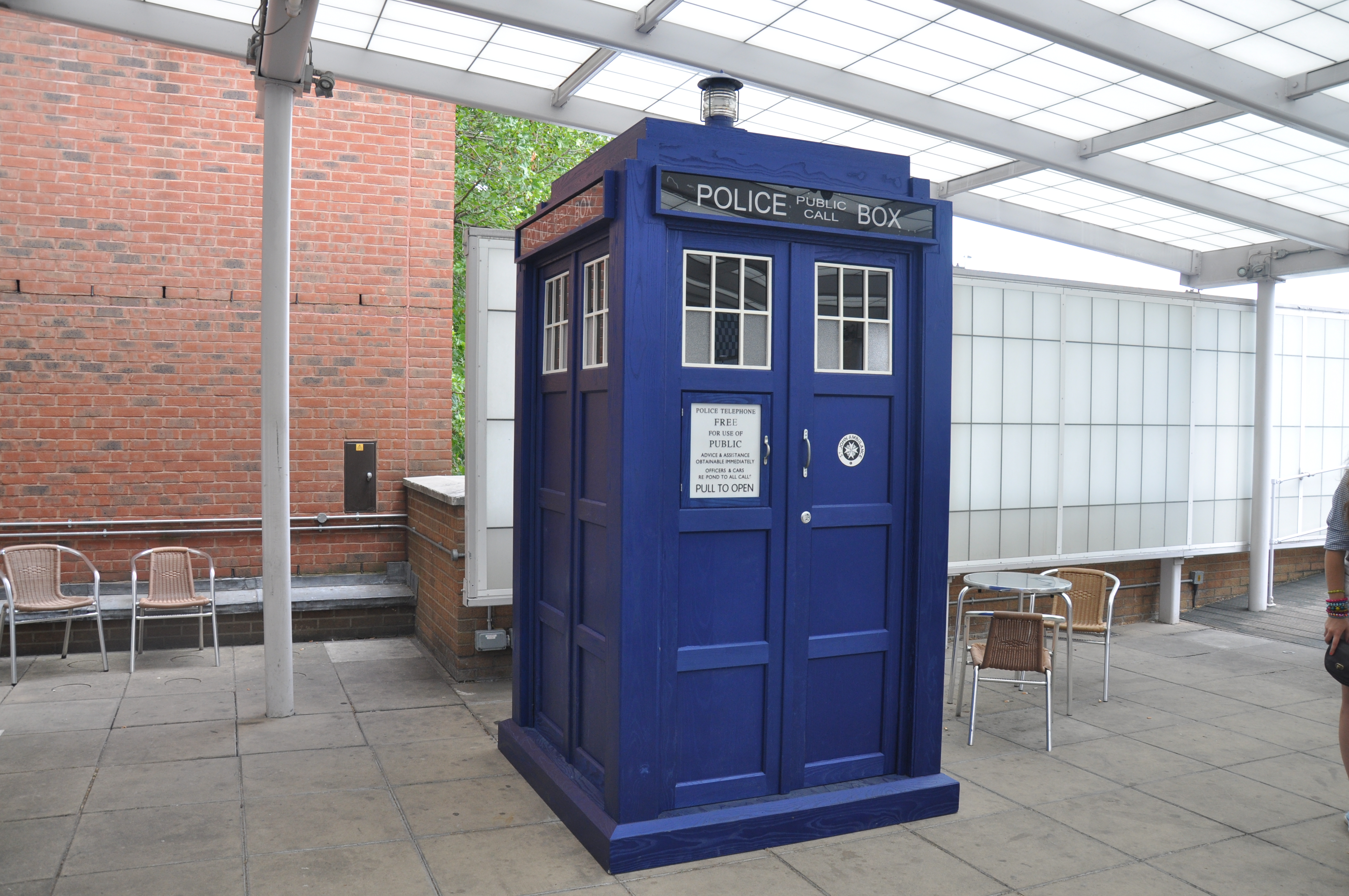
Модель ТАРДІС, починаючи з 2010 року

ТАРДІС різних конструкцій мають різний зовнішній вигляд, але зазвичай маскуються під об'єкти, відповідні місцю й епосі, куди прибувають. У кораблі Доктора Хто система маскування зламана, тому завжди надає ТАРДІС вигляду британської телефонної будки для виклику поліції. Екстер'єр поліцейської будки майже не змінювався, за винятком деяких косметичних змін. Наприклад, знак, що приховує телефон на дверях, змінювався: замість чорних літер на білому тлі з'являлися білі на чорному та синьому. Змінювалося і написання слів на панелі: від «Термінові дзвінки» до «Усі дзвінки». Напис «Поліцейська будка» не змінювався, починаючи з 18 сезону. Якоїсь миті на дверцятах з'явилася аптечка, однак проіснувала вона недовго.
У більшості серій зовнішні двері будки діють окремо від серйозних внутрішніх дверей, хоча іноді обидва комплекти можуть бути відчинені однаково, дозволяючи пасажирам виглядати назовні і навпаки. Зовні вхід до ТАРДІС відчиняється й зачиняється ключем, який Доктор зберігає у себе, зрідка даючи копії супутникам. У серіях 2005 року ключ також пов'язаний з ТАРДІС — він здатний шляхом нагрівання та світіння сигналізувати про присутність корабля або затримку його прибуття. Десятий та Одинадцятий Доктори здатні відчиняти двері клацанням пальців.

## Інтер'єр

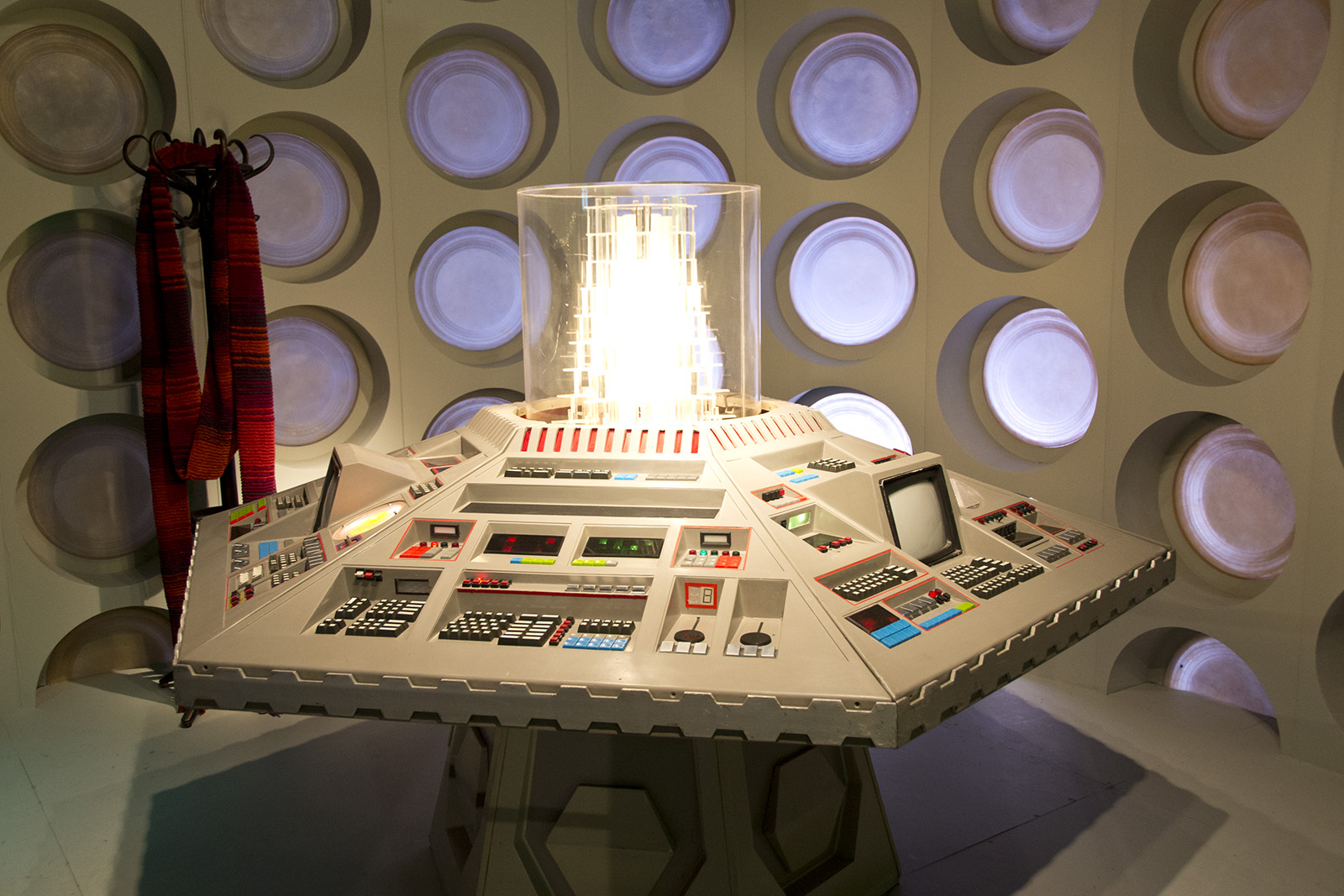
Панель керування першої ТАРДІС Доктора Хто

Навіть крізь двері будки видно, що ТАРДІС величезна. Місткість ніяк не уточнювалася у цифрах, але корабель вміщує окрім житлових частин художню галерею, бібліотеку, басейн, медичний відсік, кілька складів із цегляними стінами, а також багаторівневу гардеробну кімнату зі гвинтовими сходами. Серед інших кімнат є житлові приміщення для супутників Доктора, однак спальня самого Доктора не згадувалася і не показувалася, а також Нульова кімната, захищена від решти Всесвіту, забезпечуючи спокійну обстановку. Частини ТАРДІС можуть бути ізольовані одна від одної або змінені. Деякі круглі панелі на стінах приховують пристрої та механізми ТАРДІС, а їх дизайн варіюється від основ, вирізаних на чорному тлі, до фотографічних зображень, надрукованих на стінах, і прозорих світних дисків, у більш пізніх серіях. У серії «Подорож до центру ТАРДІС» Одинадцятий Доктор каже, що корабель нескінченний. Там же показано джерело її живлення, мініатюрну штучну зірку. У серії «Ім'я Доктора» Доктор, виявивши на планеті Трензалор величезну ТАРДІС, пояснює це тим, що, якщо ТАРДІС зламана, то її властивість «більша всередині ніж зовні» порушується. Доктор назвав цей процес витоком розміру (англ. size leak).
З приміщень корабля найчастіше показується кімната керування, де містяться консолі управління. В оригінальних серіях у ТАРДІС є щонайменше дві кімнати управління: головна, з білими стінами, футуристичного вигляду, яка дуже часто використовувалася протягом усієї історії серіалу, і друга, що використовувалася під час 14 сезону, на вигляд давніша, з дерев'яними панелями.

## Функції
- Переміщення в часі та просторі.
- Телепатичні функції.
- Комп'ютерні функції.
- Здатність перекладати всі існуючі мови, окрім давньогаліфрейської (пасажири ТАРДІС можуть не тільки розуміти всі мови, але й розмовляти ними; ця здатність може залишитися на все життя: у серії «Янголи захоплюють Манхеттен» Рорі Вільямс зумів прочитати ієрогліфічний напис на вазі, перебуваючи дуже далеко від ТАРДІС); але є й винятки: у серії «Неможлива планета» ТАРДІС не зуміла перекласти напис на уламках вази. Також у серії «Час янголів» напис на «рідному ящику» так і залишається нерозшифрованим, поки Доктор сам його не перекладає, оскільки він був написаний давньогаліфрейською — «забутою мовою Володарів Часу».
- Захист від зовнішніх загроз в разі зачинення дверей. Якщо ТАРДІС зазнала критичної поломки, або потрапила в надто екстремальні умови, вона ізолюється від усього Всесвіту, що показано в епізоді «Площина». При цьому її маскування скидається.
- Стан часової неагресивності (англ. State of temporal grace) — всередині ТАРДІС автоматично робиться неможливим застосування більшості видів зброї. Цей стан нестабільний, і періодично вимикається.
- У випадку матеріалізації у вакуумі ТАРДІС створює навколо себе себе поле, що втримує атмосферу. Ця функція не є автоматичною: у деяких серіях у разі відчинення дверей у вакуумі відбувалося видування повітря з ТАРДІС.

## Жива ТАРДІС
2011 року вийшла серія «Дружина Доктора» (англ. The Doctor's Wife), в якій Одинадцятий Доктор зустрічає свою ТАРДІС в образі жінки. Доктор одержує послання з якоїсь планети, яку називають «Дім». Такі послання могли відправляти тільки Володарі Часу, і Доктор вирушає їх шукати в товаристві своїх супутників, але знаходить лише двох дивних істот: Уда і божевільну жінку на ім'я Ідріс, яка називає Доктора своїм викрадачем. Доктор розуміє, що матриця ТАРДІС перемістилася в Ідріс. Йому подобається, що він може розмовляти зі своєю улюбленою машиною, але тіло жінки не здатне витримувати таку енергію, і матриця повертається назад у корпус машини. Доктор називає ТАРДІС «старенькою» і «сексі», вона назавжди залишиться його вірною супутницею, але ті дні, коли вони могли розмовляти, більше не повторяться. Згодом Доктор марно намагався встановити з ТАРДІС голосовий контакт, а контакт телепатичний у них був завжди. У деяких серіях було показано голосовий інтерфейс ТАРДІС, що заснований на спогадах Доктора і з'являється у подобі людей, які зіграли особливу роль у його житті.
Актриса, що зіграла живе втілення ТАРДІС — Сюранна Джонс, відома у Великій Британії своїми ролями на телебаченні і в театрі.